# Coppa Intertoto 1978
La Coppa Intertoto 1978 è stata la dodicesima edizione di questa competizione (la diciottesima, contando anche quelle della Coppa Rappan) gestita dalla SFP, la società di scommesse svizzera.
Non erano previste sfide fra le vincitrici dei gironi che si svolgevano tra giugno e luglio. Le squadre che si imponevano nei singoli raggruppamenti venivano considerate tutte vincenti a pari merito e ricevevano, oltre ad un piccolo trofeo, un cospicuo premio in denaro.
Questa fu la seconda edizione della Coppa Intertoto disputata nel 1978: era stata infatti preceduta da un altro torneo, detto anche Coppa d'Estate 1978, disputato nel mese di maggio da formazioni provenienti dai campionati più blasonati. Duisburg, Eintracht Braunschweig e First Vienna sono le uniche compagini che hanno partecipato ad ambedue le edizioni.

## Partecipanti
| Nazione                   | Squadra                                                                          | Campionato | Note                                                           |
| ------------------------- | -------------------------------------------------------------------------------- | --- | -------------------------------------------------------------- |
| Germania (bandiera)       | Hertha Berlino Duisburg Kaiserslautern Eintracht Braunschweig                    | 3º campionato di Germania Ovest 1977-78 6º campionato di Germania Ovest 1977-78 8º campionato di Germania Ovest 1977-78 13º campionato di Germania Ovest 1977-78                           | Vincitrice della Coppa Intertoto Girone 2 nell'anno precedente |
| Austria (bandiera)        | Austria Vienna SSW Innsbruck Sturm Graz Grazer AK First Vienna Wiener Sport-Club | Campione d'Austria 1977-78 3º campionato d'Austria 1977-78 4º campionato d'Austria 1977-78 6º campionato d'Austria 1977-78 7º campionato d'Austria 1977-78 8º campionato d'Austria 1977-78 |                                                                |
| Belgio (bandiera)         | Standard Liegi                                                                   | 3º campionato del Belgio 1977-78 |                                                                |
| Cecoslovacchia (bandiera) | Lokomotiva Košice Slavia Praga Bohemians Praga Tatran Prešov                     | 3º campionato di Cecoslovacchia 1977-78 4º campionato di Cecoslovacchia 1977-78 6º campionato di Cecoslovacchia 1977-78 7º campionato di Cecoslovacchia 1977-78                            | Vincitrice della Coppa Intertoto Girone 5 nell'anno precedente |
| Svizzera (bandiera)       | Grasshoppers Zurigo Sion Young Boys                                              | Campione di Svizzera 1977-78 5º campionato di Svizzera 1977-78 6º campionato di Svizzera 1977-78 _º campionato di Svizzera 1977-78                                                         |                                                                |
| Svezia (bandiera)         | Malmö FF Elfsborg Kalmar FF IFK Norrköping                                       | Campione di Svezia 1977 Vicecampione di Svezia 1977 3º campionato di Svezia 1977 4º campionato di Svezia 1977                                                                              |                                                                |
| Danimarca (bandiera)      | OB Odense B 1903 Esbjerg Vejle                                                   | Campione di Danimarca 1977 Vicecampione di Danimarca 1977 3º campionato di Danimarca 1977 4º campionato di Danimarca 1977                                                                  | Vincitrice Coppa di Danimarca 1977                             |
| Jugoslavia (bandiera)     | Sloboda Tuzla Vojvodina                                                          | 6º campionato di Jugoslavia 1977-78 8º campionato di Jugoslavia 1977-78 |                                                                |
| Israele (bandiera)        | Maccabi Netanya Maccabi Tel Aviv                                                 | Campione d'Israele 1977-78 3º campionato d'Israele 1977-78 | Vincitrice Coppa d'Israele 1977-78                             |
| Norvegia (bandiera)       | Lillestrøm Start Bryne IL                                                        | Campione della Norvegia 1977 4º campionato della Norvegia 1977 8º campionato della Norvegia 1977                                                                                           | Vincitrice della Coppa di Norvegia 1977                        |
| Bulgaria (bandiera)       | Slavia Sofia Pirin Blagoevgrad                                                   | 5º campionato di Bulgaria 1977-78 7º campionato di Bulgaria 1977-78 | Vincitrice della Coppa Intertoto Girone 4 nell'anno precedente |

## Squadre partecipanti
La fase a gironi del torneo era composta da nove gruppi di quattro squadre ciascuno, le squadre che si imponevano nei singoli raggruppamenti venivano considerate tutte vincenti a pari merito.
Rispetto alla Coppa dell'edizione precedente, le squadre dei Paesi Bassi, Francia, Italia e Ungheria non partecipano, rientrano le squadre di Cecoslovacchia, Svizzera, Svezia, Danimarca, Jugoslavia, Israele, Norvegia e Bulgaria
- In giallo le vincitrici dei gironi.

| Girone | Austria        | Belgio         | Bulgaria          | Cecoslovacchia      | Danimarca | Germania Ovest         | Israele          | Jugoslavia    | Norvegia   | Svezia         | Svizzera     |
| 1      | Austria Vienna | -              | -                 | Bohemians ČKD Praga | -         | Duisburg               | -                | -             | -          | IFK Norrköping | -            |
| 2      | SSW Innsbruck  | -              | -                 | Slavia Praga        | Odense    | Kaiserslautern         | -                | -             | -          | -              | -            |
| 3      | -              | -              | Slavia Sofia      | -                   | Vejle     | Hertha Berlino         | -                | -             | -          | Kalmar         | -            |
| 4      | -              | Standard Liegi | -                 | -                   | B 1903    | Eintracht Braunschweig | -                | -             | -          | -              | Grasshoppers |
| 5      | First Vienna   | -              | -                 | -                   | -         | -                      | Maccabi Tel Aviv | -             | -          | Malmö FF       | Zurigo       |
| 6      | Sturm Graz     | -              | -                 | Lokomotiva Košice   | -         | -                      | -                | -             | Bryne      | -              | Sion         |
| 7      | Wiener SC      | -              | -                 | Tatran Prešov       | Esbjerg   | -                      | -                | -             | -          | -              | Young Boys   |
| 8      | -              | -              | -                 | -                   | -         | -                      | Maccabi Netanya  | Sloboda Tuzla | Lillestrøm | Elfsborg       | -            |
| 9      | Grazer AK      | -              | Pirin Blagoevgrad | -                   | -         | -                      | -                | Vojvodina     | Start      | -              | -            |

## Risultati
Date: 24 giugno (1ª giornata), 1º luglio (2ª giornata), 8 luglio (3ª giornata), 15 luglio (4ª giornata), 22 luglio (5ª giornata) e 29 luglio 1978 (6ª giornata).

### Girone 1
| Squadra             | Pti | G | V | N | P | GF | GS | DR |
| ------------------- | --- | - | - | - | - | -- | -- | -- |
| Duisburg            | 9   | 6 | 3 | 3 | 0 | 9  | 4  | +5 |
| Bohemians ČKD Praga | 6   | 6 | 1 | 4 | 1 | 5  | 5  | 0  |
| Austria Vienna      | 5   | 6 | 1 | 3 | 2 | 6  | 8  | −2 |
| IFK Norrköping      | 4   | 6 | 1 | 2 | 3 | 7  | 10 | −3 |

|            | Dui | Boh | Aus | Nor |
| ---------- | --- | --- | --- | --- |
| Duisburg   |     | 2-1 | 3-0 | 1-1 |
| Bohemians  | 1-1 |     | 1-1 | 1-1 |
| Austria    | 0-0 | 0-0 |     | 4-1 |
| Norrköping | 1-2 | 0-1 | 3-1 |     |

### Girone 2
| Squadra          | Pti | G | V  | N | P | GF | GS | DR  |
| ---------------- | --- | - | -- | - | - | -- | -- | --- |
| Slavia IPS Praga | 12  | 6 | 12 | 0 | 0 | 21 | 8  | +13 |
| Kaiserslautern   | 8   | 6 | 4  | 0 | 2 | 18 | 10 | +8  |
| Odense           | 2   | 6 | 1  | 0 | 5 | 8  | 16 | −8  |
| SSW Innsbruck    | 2   | 6 | 1  | 0 | 5 | 8  | 21 | −13 |

|                | Sla | Kai | Ode | Inn |
| -------------- | --- | --- | --- | --- |
| Slavia         |     | 4-2 | 3-1 | 4-0 |
| Kaiserslautern | 1-3 |     | 4-1 | 3-1 |
| Odense         | 1-3 | 1-2 |     | 4-1 |
| Innsbruck      | 3-4 | 0-6 | 3-0 |     |

### Girone 3
Nella partita Hertha-Slavia del 29 luglio è stato assegnato il 3-0 a tavolino ai padroni di casa.
| Squadra        | Pti | G | V | N | P | GF | GS | DR |
| -------------- | --- | - | - | - | - | -- | -- | -- |
| Hertha Berlino | 9   | 6 | 4 | 1 | 1 | 12 | 3  | +9 |
| Slavia Sofia   | 7   | 6 | 2 | 3 | 1 | 9  | 7  | +2 |
| Kalmar         | 5   | 6 | 2 | 1 | 3 | 8  | 10 | −2 |
| Vejle          | 3   | 6 | 1 | 1 | 4 | 4  | 13 | −9 |

|        | Her | Sla | Kal | Vej |
| ------ | --- | --- | --- | --- |
| Hertha |     | 3-0 | 1-0 | 2-0 |
| Slavia | 1-1 |     | 4-1 | 2-0 |
| Kalmar | 2-1 | 1-1 |     | 3-0 |
| Vejle  | 0-4 | 1-1 | 3-1 |     |

### Girone 4
| Squadra                | Pti | G | V | N | P | GF | GS | DR |
| ---------------------- | --- | - | - | - | - | -- | -- | -- |
| Eintracht Braunschweig | 9   | 6 | 4 | 1 | 1 | 10 | 3  | +7 |
| Standard Liegi         | 7   | 6 | 2 | 3 | 1 | 6  | 3  | +4 |
| Grasshoppers           | 5   | 6 | 1 | 3 | 2 | 4  | 5  | −1 |
| B 1903                 | 3   | 6 | 1 | 1 | 4 | 7  | 16 | −9 |

|              | Bra | Sta | Gra | 1903 |
| ------------ | --- | --- | --- | ---- |
| Braunschweig |     | 0-1 | 0-0 | 5-1  |
| Standard     | 0-1 |     | 0-0 | 3-0  |
| Grasshoppers | 0-2 | 0-0 |     | 1-2  |
| B 1903       | 1-2 | 2-2 | 1-3 |      |

### Girone 5
| Squadra          | Pti | G | V | N | P | GF | GS | DR |
| ---------------- | --- | - | - | - | - | -- | -- | -- |
| Malmö FF         | 11  | 6 | 5 | 1 | 0 | 11 | 3  | +8 |
| Zurigo           | 6   | 6 | 3 | 0 | 3 | 6  | 7  | −1 |
| Maccabi Tel Aviv | 4   | 6 | 2 | 0 | 4 | 10 | 10 | 0  |
| First Vienna     | 3   | 6 | 1 | 1 | 4 | 6  | 13 | −7 |

|         | Mal | Zur | Mac | Fir |
| ------- | --- | --- | --- | --- |
| Malmö   |     | 2-0 | 3-1 | 2-1 |
| Zurigo  | 0-2 |     | 0-3 | 2-0 |
| Maccabi | 0-1 | 0-2 |     | 5-1 |
| First   | 1-1 | 0-2 | 3-1 |     |

### Girone 6
| Squadra           | Pti | G | V | N | P | GF | GS | DR  |
| ----------------- | --- | - | - | - | - | -- | -- | --- |
| Lokomotiva Košice | 10  | 6 | 4 | 2 | 0 | 17 | 4  | +13 |
| Bryne             | 8   | 6 | 3 | 2 | 1 | 10 | 5  | +5  |
| Sturm Graz        | 4   | 6 | 2 | 0 | 4 | 4  | 11 | −7  |
| Sion              | 2   | 6 | 0 | 2 | 4 | 4  | 15 | −11 |

|            | Lok | Bry | Stu | Sio |
| ---------- | --- | --- | --- | --- |
| Lokomotiva |     | 2-1 | 4-0 | 5-0 |
| Bryne      | 1-1 |     | 2-0 | 2-2 |
| Sturm      | 0-3 | 0-2 |     | 3-0 |
| Sion       | 2-2 | 0-2 | 0-1 |     |

### Girone 7
| Squadra       | Pti | G | V | N | P | GF | GS | DR  |
| ------------- | --- | - | - | - | - | -- | -- | --- |
| Tatran Prešov | 12  | 6 | 6 | 0 | 0 | 18 | 2  | +16 |
| Esbjerg       | 7   | 6 | 3 | 1 | 2 | 10 | 8  | +2  |
| Wiener SC     | 3   | 6 | 1 | 1 | 4 | 3  | 15 | −12 |
| Young Boys    | 2   | 6 | 0 | 2 | 4 | 2  | 8  | −6  |

|            | Tat | Esb | WSC | Y.B |
| ---------- | --- | --- | --- | --- |
| Tatran     |     | 4-2 | 6-0 | 1-0 |
| Esbjerg    | 0-2 |     | 3-1 | 3-0 |
| Wiener SC  | 0-4 | 0-1 |     | 2-1 |
| Young Boys | 0-1 | 1-1 | 0-0 |     |

### Girone 8
| Squadra         | Pti | G | V | N | P | GF | GS | DR |
| --------------- | --- | - | - | - | - | -- | -- | -- |
| Maccabi Netanya | 9   | 6 | 3 | 3 | 0 | 16 | 8  | +8 |
| Sloboda Tuzla   | 8   | 6 | 3 | 2 | 1 | 12 | 9  | +3 |
| Elfsborg        | 6   | 6 | 2 | 2 | 2 | 11 | 15 | −4 |
| Lillestrøm      | 1   | 6 | 0 | 1 | 5 | 6  | 13 | −7 |

|            | Mac | Slo | Elf | Lil |
| ---------- | --- | --- | --- | --- |
| Maccabi    |     | 2-2 | 7-1 | 1-0 |
| Sloboda    | 2-2 |     | 3-2 | 2-1 |
| Elfsborg   | 2-2 | 1-0 |     | 0-0 |
| Lillestrøm | 1-2 | 1-3 | 3-5 |     |

### Girone 9
| Squadra           | Pti | G | V | N | P | GF | GS | DR  |
| ----------------- | --- | - | - | - | - | -- | -- | --- |
| Grazer AK         | 8   | 6 | 4 | 0 | 2 | 15 | 9  | +6  |
| Pirin Blagoevgrad | 7   | 6 | 3 | 1 | 2 | 9  | 7  | +2  |
| Vojvodina         | 6   | 6 | 3 | 0 | 3 | 13 | 11 | +2  |
| Start             | 3   | 6 | 1 | 1 | 4 | 6  | 16 | −10 |

|           | GAK | Pir | Voj | Sta |
| --------- | --- | --- | --- | --- |
| Grazer AK |     | 2-1 | 1-2 | 4-1 |
| Pirin     | 1-0 |     | 2-1 | 3-1 |
| Vojvodina | 3-5 | 2-1 |     | 5-1 |
| Start     | 1-3 | 1-1 | 1-0 |     |